# 創界online
《創界》（GIMLI）是由香港Opus Studio有限公司所開發的大型多人在線角色扮演遊戲。現時，此遊戲有香港及馬來西亞版本。這一個MMORPG網上遊戲是全港第一個本地開發的全高清製作遊戲。
遊戲已經正式結束營運.官網,討論區已關閉

## 系統
在《創界》中，玩家必須透過做任務的方式去升級，不然，在遊戲中不容易升級。在遊戲中，玩家開始會有一個名為（主線任務）的東西，目前為止，香港版共有兩章的主線任務。遊戲中，玩家不但可以購買NPC的物品，亦可以自行發明裝備配件，裝到裝備中，加強其他的「靈魂」。在MMORPG遊戲中，玩家一旦裝滿物品就不能裝下。在創界中，保險庫系統就實現了保險物品和銀行系統。玩家亦可以透過保險庫系統去存入金錢。

## 外部連結
- 官方网站：香港、馬來西亞